# 卡羅琳娜·埃雷拉
玛丽亚·何塞菲娜·帕卡宁斯·尼尼奥（西班牙語：María Josefina Pacanins Niño，1939年1月8日—），更為人熟知的名字是卡羅琳娜·埃雷拉（西班牙語：Carolina Herrera），委內瑞拉女商人、時裝設計師和演員。她以以其個人風格和為包括杰奎琳·肯尼迪、劳拉·布什、米歇爾·奧巴馬和梅拉尼娅·特朗普在內的多位美國第一夫人著裝而聞名。

## 簡歷
卡羅琳娜·埃雷拉1939年1月8日出生於委內瑞拉加拉加斯，父親Guillermo Pacanins Acevedo是一名空軍軍官，並曾擔任卡拉卡斯州長。其時裝啟蒙始於幼年時期，她的祖母帶她觀看巴黎世家的時裝秀。埃雷拉曾表示，“我的眼睛習慣於看到漂亮的東西。”。
1965年，埃雷拉開始了她的職業生涯，擔任埃米利奥·普奇的公關人員。她開始在璞琪位於的卡拉卡斯的分店工作，並於1980年搬到紐約。她於1972年首次登上國際最佳著裝榜單，然後於1980年入選名人堂。
1982年，她在紐約成立了自己的品牌。
2008年，埃雷拉獲得美國時裝設計師協會頒發的Geoffrey Beene終身成就獎。

## 外部連結
- Carolina Herrera （页面存档备份，存于）